# Trumann, Arkansas
Trumann är en stad (city) i Poinsett County, i delstaten Arkansas, USA. Enligt United States Census Bureau har staden en folkmängd på 7 223 invånare (2011) och en landarea på 13 km².